# Xande Canta Caetano
Xande Canta Caetano é o quinto álbum de estúdio do cantor brasileiro Xande de Pilares. O disco foi lançado em 4 de agosto de 2023, em que Xande reinterpreta canções do repertório de Caetano Veloso.

## Contexto
Desde 2017, Xande de Pilares não lançava um disco de estúdio, após lançar o disco Esse Menino Sou Eu pela Universal Music. Em entrevista ao jornalista Valmir Moratelli da revista Veja, Xande, mencionou Caetano Veloso como um 'ídolo inalcançável' e que 'buscava quebrar paradigmas entre o pagode e a MPB'. Ao jornal carioca O Globo, o cantor afirmou que teve seu primeiro contato com o músico baiano através da abertura da telenovela Sem Lenço, sem Documento exibida pela TV Globo e que tinha como tema a música Alegria, Alegria, clássico da carreira de Caetano.
O álbum foi lançado pela Gold Record em 4 de agosto de 2023, chegando nas plataformas de streaming. Em 2025, a produtora Três Selos lançou o disco em formato de disco de vinil. O disco conta com a participações dos músicos Hamilton de Holanda e Gabriel Grossi, além de ter sido produzido por Pretinho da Serrinha e dirigido pela produtora Paula Lavigne.

## Faixas
| N.º            | Título                                                  | Compositor(es)                                          | Duração |  |
| 1.             | "Muito Romântico"                                       | Caetano Veloso                                          | 3:16    |  |
| 2.             | "Luz do Sol"                                            | Caetano Veloso                                          | 3:44    |  |
| 3.             | "Qualquer Coisa" (Participação de: Hamilton de Holanda) | Caetano Veloso                                          | 3:00    |  |
| 4.             | "Tigresa"                                               | Caetano Veloso                                          | 3:59    |  |
| 5.             | "Alegria, Alegria"                                      | Caetano Veloso                                          | 2:56    |  |
| 6.             | "Diamante Verdadeiro" (Participação de: Gabriel Grossi) | Caetano Veloso                                          | 3:14    |  |
| 7.             | "Trilhos Urbanos"                                       | Caetano Veloso                                          | 3:12    |  |
| 8.             | "Lua de São Jorge"                                      | Caetano Veloso                                          | 3:01    |  |
| 9.             | "O Amor"                                                | Caetano Veloso / Ney Costa Santos / Vladimir Maiakovski | 3:37    |  |
| 10.            | "Gente"                                                 | Caetano Veloso                                          | 3:55    |  |
| Duração total: | Duração total:                                          | Duração total:                                          | 34:09   |  |

## Pessoal
- Xande de Pilares – vocal
- Hamilton de Holanda – vocal, violão (faixa 3)
- Gabriel Grossi – gaita (faixa 6)
- Pretinho da Serrinha – produção musical
- Paula Lavigne – direção musical

## Recepção

### Crítica
O jornalista musical Mauro Ferreira, em seu blog no G1, fez crítica positiva ao disco classificando com 4 estrelas e meia de cinco e adicionou "para ouvidos livres de amarras estéticas, será fácil perceber a beleza que emana do álbum em que Xande de Pilares canta Caetano Veloso além do samba e, sim, dentro do samba." O professor da Universidade Federal de Pernambuco (UFPE), Acauam Oliveira, para a Folha de S.Paulo, também fez crítica positiva e elogiou a autenticidade de Xande em relação a obre de Caetano: "Xande põe a música de Caetano em seu lugar. O lugar que a ele, Xande, pertence. Caminho de Ogum e Iansã. Com samba até de manhã. E uma ginga em cada andar."
Marcos Ramos para a revista Quatro Cinco Um adiciona que "Seu eixo central é que o álbum projeta a obra de Caetano a outras alturas, ampliando uma discussão em torno dos caminhos de reconstrução da democracia."

## Prêmio e indicações
O disco foi indicado em duas categorias, no Grammy Latino de 2024, na categoria de Álbum do Ano e Melhor Álbum de Samba/Pagode. A última cerimônia que algum artista brasileiro foi indicado na categoria principal foi no ano de 2021 pelo trabalho Nana, Tom, Vinicius de autoria da cantora Nana Caymmi. Na cerimônia realizada no Kaseya Center em Miami, Xande conquistou a estatueta na categoria de Melhor Álbum de Samba/Pagode. Em festa que ocorreu no Theatro Municipal do Rio de Janeiro, na cidade do Rio, Xande conquistou o prêmio de Melhor Lançamento na categoria destinada ao samba o Prêmio da Música Brasileira de 2024.
| Ano  | Premiação                   | Local da Cerimônia                                          | Categoria                  | Resultado | Ref.   |
| ---- | --------------------------- | ----------------------------------------------------------- | -------------------------- | --------- | ------ |
| 2024 | Grammy Latino               | Kaseya Center, Miami, Estados Unidos                        | Álbum do Ano               | Indicado  | [ 18 ] |
| 2024 | Grammy Latino               | Kaseya Center, Miami, Estados Unidos                        | Álbum de Samba/Pagode      | Vencedor  | [ 15 ] |
| 2024 | Prêmio da Música Brasileira | Theatro Municipal do Rio de Janeiro, Rio de Janeiro, Brasil | Melhor Lançamento de Samba | Vencedor  | [ 19 ] |

## Turnê
No ano de 2024, anunciou que entraria em turnê com o repertório do disco. No show de estreia, realizado no Qualistage no Rio, Mauro Ferreira, classificou o show com quatro estrelas de cinco elogiando a postura do cantor e cantando repertório de Caetano para além do disco, com músicas como A Luz de Tieta e Desde que o samba é samba. Xande estendeu a turnê para 2025.